# بن چنار
بنچنار روستایی از توابع بخش مرکزی شهرستان آشتیان در استان مرکزی ایران است.

## جمعیت
این روستا در دهستان آشتیان قرار دارد و بر اساس سرشماری مرکز آمار ایران در سال ۱۳۹۵، جمعیت آن ۱۸۶ نفر (۷۱ خانوار) بوده‌است.

## زبان
مردم روستای بنچنار به زبان خلجی و فارسی صحبت می‌کنند.